# Georgi Nikolow (Handballspieler)
Georgi Penew Nikolow (auch Georgi Penev Nikolov geschrieben, bulgarisch Георги Пенев Николов; * 11. April 1977 in Warna, Bulgarien) ist ein ehemaliger bulgarischer Handballspieler. Seine Körperlänge beträgt 1,85 m.
Nikolow, der zuletzt für den deutschen Verein Eintracht Hildesheim (Rückennummer 5) spielte und für die bulgarische Handballnationalmannschaft auflief, konnte im Rückraum vielseitig eingesetzt werden, bei Hildesheim spielte er meist im rechten Rückraum. Daneben trainierte Nikolow die männliche B-Jugend von Eintracht Hildesheim, die in der Oberliga Niedersachsen spielt.
Georgi Nikolow begann in seiner Heimatstadt mit dem Handballspiel. Für Lokomotive Warna debütierte er in der ersten bulgarischen Liga. Mit Warna gewann er 2000 und 2001 die bulgarische Meisterschaft sowie 1998 und 2000 den bulgarischen Pokal. 2001 nun wurde Nikolow von der deutschen Eintracht Hildesheim, die soeben aus der ersten Handball-Bundesliga abgestiegen war, unter Vertrag genommen. 2006 stieg er mit der Eintracht erneut in die höchste deutsche Spielklasse auf, 2007 aber auch gleich wieder ab. Nach der Saison 2015/16 beendete er seine Laufbahn. Später wurde Nikolow Co-Trainer bei der Eintracht Hildesheim. Zur Saison 2019/20 übernimmt er den Oberligisten SG Börde Handball.
Georgi Nikolow absolvierte mindestens 60 Länderspiele für sein Heimatland. Mit Bulgarien nahm er nie an einem großen internationalen Turnier teil.